# Nisporeni
Nisporeni – miasto w Mołdawii, stolica rejonu Nisporeni. W 2006 roku liczyło 20 tysięcy mieszkańców. Ośrodek przemysłu spożywczego. Po raz pierwszy wzmiankowane w 1618 r.